# Amo (Brunei)
Amo (malaiisch Mukim Amo) ist ein Mukim (Subdistrikt) im Distrikt Temburong von Brunei. Der Mukim hat ungefähr 2240 Einwohner (2016) und untersteht einem Penghulu. Der Amtsinhaber ist gegenwärtig Bahrun bin Talib.

## Geographie
Amo liegt im Südostteil des Distrikts und seine Ostgrenze bildet einen großen Teil der Ostgrenze von Brunei und Malaysia (Sarawak), Nach Westen schließt sich der Mukim Bokok an und nach Norden die Mukim Batu Apoi (NO) und Bangar (NW). Der malaysische Staat Sarawak umgibt das Gebiet im Osten und Süden. Amo hat eine Fläche von 542 km²; Anders als die nördlichen Gebiete Bruneis stammen die vorherrschenden Gesteine in Amo aus dem Oligozän.
Der Großteil des Gebiets gehört zum Nationalpark Ulu Temburong und an der Südgrenze steht der Bukit Pagon, mit 1850 m Höhe der höchste Berg von Brunei, wo auch ein Quellfluss des Temburong entspringt.

## Verwaltung
Amo ist offiziell in 12 so genannte Kampung aufgeteilt:
- Amo 'A'
- Amo 'B'
- Amo 'C'
- Batang Duri
- Belaban
- Biang
- Parit
- Selangan
- Sibulu
- Sibut
- Sumbiling Lama
- Sumbiling Baru

Diese Gebiete sind vom Survey Department und dem Postal Services Department eingeteilt, wodurch jedes Gebiet seine eigene Postleitzahl hat. Das Temburong District Office, welches die Kampung verwaltet, führt jedoch nur vier Gebiete als Village Institution, nämlich Amo, Sumbiling, Sibut und das Gemeinschaftsgebiet Selangan, Parit und Biang. Jedes dieser "Dörfer" hat seinen eigenen Ortsvorsteher („ketua kampung“) und ist Verantwortlich für  bestimmte Aufgaben.
Das Temburong District Office untersteht dem Ministry of Home Affairs.